# 通科
通科（義大利語：Tonco），是意大利阿斯蒂省的一个市镇。总面积11.81平方公里，人口916人，人口密度77.6人/平方公里（2009年）。ISTAT代码为005109。